# CSM Alexandria
Club Sportiv Municipal Alexandria, cunoscut sub numele de CSM Alexandria, sau pe scurt Alexandria, este un club de fotbal profesionist din Alexandria, județul Teleorman, România, care evoluează în prezent în Liga a III-a.

## Istorie
Clubul a fost fondat sub numele Unirea Alexandria în 1948.
Cei mai cunoscuți jucători sunt: Florea Voicilă (jucător care a reprezentat naționala în timp ce juca în divizia secundă la Alexandria) și Florică Mitroi – ambii jucători de acasă. Cea mai bună performanță a lor a fost locul 3 în liga secundă a României în 1982. ("Noi n-am uitat ca-n '82/ Voi ne-ați purtat prin Paradis/ După Rapid erați și voi/ Pe locul 3, și n-a fost vis" - catren al regretatului dr. Jean Sardu)
Clubul a format jucători precum Dan Balauru, Valentin Badea și Basarab Panduru. Acești jucători au jucat la nivel de vârf sau chiar pentru naționala de fotbal a României.
În 2009, clubul a pierdut play-off-ul de promovare pentru Liga a III -a, pierzând cu 1–2 împotriva Comprest București. În ciuda pierderii playoff-ului, clubul a reușit să promoveze printr-o decizie administrativă; Asociația Română de Fotbal a anunțat că FCM Alexandria va juca în 2010 în Liga III , Seria IV.
În sezonul 2009–2010, FCM Alexandria a terminat la mijlocul tabelului pe locul opt.  
În 2013, clubul a retrogradat în divizia a 4-a, Liga IV.
CSM Alexandria a obținut pe data de 29 septembrie 2022 și 30 august 2023 calificarea în grupele Cupei României , după ce a învins-o pe FK Csikszereda la loviturile de departajare, în 2022, și în 2023 cu 1-0 pe Concordia Chiajna.

## Parcursul competițional
| Sezon   | Nivel | Divizie                      | Loc      | Cupa României |
| ------- | ----- | ---------------------------- | -------- | ------------- |
| 2024–25 | 3     | Liga a III-a (Seria a IV-a)  | TBD      | Play-off      |
| 2023–24 | 2     | Liga a II-a                  | 19 (R)   | Faza grupelor |
| 2022–23 | 3     | Liga a III-a (Seria a VI-a)  | (1 C, P) | Faza grupelor |
| 2021–22 | 3     | Liga a III-a (Seria a VI-a)  | 3        |               |
| 2020–21 | 3     | Liga a III-a (Seria a VI-a)  | 5        |               |
| 2019–20 | 3     | Liga a III-a (Seria a III-a) | 4        |               |
| 2018–19 | 3     | Liga a III-a (Seria a II-a)  | 4        |               |
| 2017–18 | 3     | Liga a III-a (Seria a III-a) | 2        |               |
| 2016–17 | 3     | Liga a III-a (Seria a III-a) | 3        |               |
| 2015–16 | 4     | Liga a IV-a Teleorman (TR)   | 1 (C, P) |               |
| 2014–15 | 4     | Liga a IV-a Teleorman (TR)   | 2        |               |
| 2013–14 | 4     | Liga a IV-a Teleorman (TR)   | 2        |               |
| 2012–13 | 3     | Liga a III-a (Seria a III-a) | 11 (R)   |               |
| 2011–12 | 3     | Liga a III-a (Seria a III-a) | 9        |               |
| 2010–11 | 3     | Liga a III-a (Seria a III-a) | 14       |               |
| 2009–10 | 3     | Liga a III-a (Seria a IV-a)  | 8        |               |

| Sezon     | Nivel | Divizie                   | Loc      | Cupa României |
| --------- | ----- | ------------------------- | -------- | ------------- |
| 2005–06   | 3     | Divizia C (Seria a IV-a)  | 14 (R)   |               |
| 2004–05   | 2     | Divizia B (Seria a II-a)  | 16 (R)   |               |
| 2003–04   | 2     | Divizia B (Seria a II-a)  | 11       |               |
| 2002–03   | 2     | Divizia B (Seria I)       | 15       |               |
| 2001–02   | 3     | Divizia C (Seria a IV-a)  | 1 (C, P) |               |
| 2000–01   | 3     | Divizia C (Seria a IV-a)  | 5        |               |
| 1999–2000 | 3     | Divizia C (Seria a III-a) | 14       |               |
| 1998–99   | 2     | Divizia B (Seria I)       | 16 (R)   |               |
| 1997–98   | 3     | Divizia C (Seria a III-a) | 1 (C, P) |               |
| 1996–97   | 3     | Divizia C (Seria a III-a) | 17       |               |
| 1995–96   | 3     | Divizia C (Seria a III-a) | 20       |               |
| 1994–95   | 3     | Divizia C (Seria a III-a) | 7        |               |
| 1993–94   | 3     | Divizia C (Seria a III-a) | 14       |               |
| 1992–93   | 3     | Divizia C (Seria a III-a) | 16       |               |
| 1991-92   | 3     | Divizia C (Seria a VII-a) | 4        |               |
| 1990–91   | 3     | Divizia C (Seria a VII-a) | 2        |               |
| 1989–90   | 3     | Divizia C (Seria a VI-a)  | 4        |               |

## Palmares
- Liga a III-a
  - Câștigători (4): 1961–62, 1973–74, 1997–98, 2001–02, 2022-23
  - Locul al doilea (5): 1969–70, 1985–86, 1987–88, 1988–89, 1990–91, 2017-18
- Liga a IV-a
  - Câștigători (4): 1960–61, 1967–68, 2008–09, 2015–16

### Alte performanțe
- Sezoane în Liga a II-a: 16
- Cea mai bună clasare în Liga a II-a: poziția a 3-a în 1981–82
- Cupa României: Faza grupelor (2) 2022-23, 2023-24

## Foste denumiri
| Nume                  | Perioadă  |
| --------------------- | --------- |
| Unirea Alexandria     | 1948–1961 |
| Progresul Alexandria  | 1961–1967 |
| Comerțul Alexandria   | 1967–1972 |
| Automatica Alexandria | 1972–1976 |
| Unirea Alexandria     | 1976–1978 |
| Rulmentul Alexandria  | 1978–1981 |
| Unirea Alexandria     | 1981–1985 |
| Automatica Alexandria | 1985–1988 |
| Unirea Alexandria     | 1988–1990 |
| Rulmentul Alexandria  | 1990–1991 |
| Unirea Alexandria     | 1991–1996 |
| FC Alexandria         | 1996–1997 |
| Rulmentul Alexandria  | 1997–2008 |
| FCM Alexandria        | 2008–2018 |

## Jucători
La 7 iunie 2025.
| Nr. |         | Poziție | Jucător              |
| --- | ------- | ------- | -------------------- |
|     | România | F       | Cosmin Ciocoteală⁠(d) |
|     | România | M       | Geani Crețu⁠(d)       |

| Nr. |              | Poziție | Jucător           |
| --- | ------------ | ------- | ----------------- |
|     | România      | M       | Vasile Constantin |
|     | Burkina Faso | A       | Blaise Yaméogo⁠(d) |

### Foști antrenori
- Petre Gavrilă
- Nicolae Vulpeanu
- Gheorghe Dungu
- Viorel Ion
- Ion Stancu
- Iulian Voicu

### Foști jucători
- Ilie Radu
- Florea Voicilă
- Florin Olteanu
- Valentin Badea
- Ionuț Cosmin Voicu
- Eugen Cătălin Anghel
- Gigel Bogdan Ene
- Dănuț Narcis Voicilă
- Viorel Ion
- Nicolae Dan Balauru
- Gheorghe Mihăiță
- Constantin Stănici
- Bogdan Vișan
- Leontin Badoi
- Ion Cojocaru

## Legături externe
- http://www.romaniansoccer.ro/statistici/fotbal/fcm-alexandria.htm